# Opharus quadripunctata
Opharus quadripunctata là một loài bướm đêm thuộc phân họ Arctiinae, họ Erebidae.